# Tekken 6
Tekken 6 (鉄拳6, Tekken Shikkusu) est un jeu vidéo de combat développé par Namco Bandai sous la direction de Katsuhiro Harada. Initialement sorti en arcade au Japon en novembre 2007, le jeu bénéficie d'ajouts dans une mise à jour sous-titrée Bloodline Rebellion en décembre 2008. Puis, il est adapté sur console en 2009 sur PlayStation 3, Xbox 360 et PlayStation Portable. Le jeu est adapté sur Nintendo 3DS en 2012 avec des fonctionnalités qui lui sont propres, renommé en Tekken 3D Prime Edition. Le jeu s'est vendu à 3 000 000 d'exemplaires à travers le monde.

## Système de jeu
Tekken 6 incorpore les éléments d'un jeu vidéo de combat reposant sur un gameplay ayant contribué au succès de la série ; c'est-à-dire le même que dans les épisodes précédents. Chaque touche est associée à un membre du combattant (pied droit, pied gauche, bras droit et bras gauche) évoluant dans une arène en 3D permettant des déplacements latéraux en guise d'esquives, les versions console se jouant uniquement à la croix directionnelle. La force du jeu réside dans la multiplicité des styles de combats des protagonistes et le nombre de coups qui leur sont attribués. À ce titre, le jeu autorise les combos 10 hits. Cependant, ces derniers nécessitent désormais d'être placés au bon moment pour fonctionner (alors que dans les premières versions il suffisait de faire un effort de mémoire pour retenir les touches sur lesquelles appuyer). Un gameplay donc facile à prendre en main mais qui révèle toute sa technicité après plusieurs heures de jeu. Car si Tekken mise sur une représentation réaliste des mouvements de ses combattants il reste cependant bien un jeu d'arcade où les plus entrainés peuvent profiter de la possibilité d'enchainer leur adversaire en l'air, au sol ou contre un mur.
Cette nouvelle version de Tekken apporte tout de même son lot de nouveautés à savoir : une barre de santé plus longue ; un mode « rage », se déclenchant quand votre barre de santé est presque vide (moins de 5 % de santé restant environ). Cela rendra les coups plus puissants pour espérer renverser la tendance ; des stages multiplateforme : les adversaires peuvent être envoyés à travers les murs ou le sol dans certaines arènes ; la possibilité d'utiliser certains objets de la personnalisation pour provoquer ou frapper l'adversaire ; et un système « rebond » qui permet, une seule fois, de relever l'adversaire pendant un combo afin de lui asséner un deuxième combo.
Le mode Histoire reprend l'ergonomie du jeu Tekken Force, présent dans Tekken 3 et 4, où le joueur se déplace dans un environnement 3D et doit affronter des ennemis avant d'arriver au boss final, mettant fin au niveau. Il peut le long du parcours récupérer des armes à usage limité (barre de fer, mitrailleuse ou lance-flammes) et des bonus temporaires (coups électriques, coups enflammés ou rage permanente). L'innovation vient des plans de caméra et du fait que ce mode peut être joué à deux.

## Scénario
L'histoire du jeu est dévoilée sur TekkenZaibatsu.com en avril 2007. Le scénario suit l'histoire des nombreux personnages, à la suite de Tekken 5.
À l'issue du King of Iron Fist Tournament 5, Jin Kazama a vaincu son arrière-grand-père Jinpachi, et pris les commandes de la Mishima Zaibatsu. Commence alors un règne de terreur sur le monde, où la Tekken Force provoque des conflits. Quand la Mishima Zaibatsu se déclare indépendante, seule la G Corporation, dirigée maintenant par Kazuya Mishima, le père de Jin, ose s'élever contre la toute-puissante société japonaise. Alors que Kazuya promet une récompense à quiconque lui ramènera Jin, ce dernier annonce le début d'un nouveau tournoi. Le conflit se réglera au King of Iron Fist Tournament 6. Cependant, une faction rebelle de la Tekken Force, menée par Lars Alexandersson, Commandant en chef des forces spéciales de la Tekken Force, infiltre un des laboratoires de la Mishima Zaibatsu, et y découvre Alisa, un androïde créé par le Dr Boskonovitch. Alors que le laboratoire est attaqué par la G Corporation, Alisa est réactivée et Lars est assommé. À son réveil, il perd partiellement la mémoire. Mais il connait rapidement son objectif : Jin Kazama et la Mishima Zaibatsu.
Avec le soutien de Lee Chaolan, Lars infiltre le domicile de Heihachi Mishima, ancien chef de la Mishima Zaibatsu disparu depuis la fin du King of Iron Fist Tournament 4, qui le reconnait comme son fils puisqu'il possède le pouvoir du sang des Mishima, puis une base militaire de la Mishima Zaibatsu pour y voler une arme appelée Nancy-MI847J, un robot de combat grâce auquel il s'introduit dans la tour de la Mishima Zaibatsu. Mais arrivé au dernier étage, Jin active un programme caché d'Alisa, qui se retourne contre Lars, obligé de la mettre en fuite. Raven, qui assistait à la scène, informe Lars que Jin est parti pour un ancien temple. Lars et l'agent secret s'y rendent également, et découvrent les véritables motivations de Jin : en apportant le mal et le chaos sur Terre, il précipitait le retour du démon Azazel, que Jin doit vaincre pour se libérer de son Devil Gene. Lars et Raven parviennent à battre la forme spirituelle d'Azazel, mais le démon resurgit et Jin se sacrifie pour l'achever. Le temple commence alors à s'effondrer, et Lars et Raven doivent fuir avec le corps d'Alisa, inanimé. Lars confie Alisa aux hommes de Lee avant de repartir. Les dernières images montrent Raven arrivant dans le désert, sur l'ancien site du temple d'Azazel, où le corps de Jin, portant toujours la marque du démon, est sorti du sable…

## Personnages
Avant la sortie du jeu, le développeur de Tekken, et producteur exécutif de Tekken 6, Katsuhiro Harada explique que « le nombre de personnages sera bien plus grand que celui de Tekken 5. » Il explique que les versions pour console du jeu présenteront le plus large roster jamais vu dans les jeux Tekken. Par ailleurs, les joueurs ont la possibilité de créer leurs personnages.
Huit nouveaux personnages sont intronisés dans le jeu. Le premier, un personnage féminin du nom de Zafina, est jeune combattante d'origine égyptienne. Le second personnage, Leo Kliesen, est un combattant allemand à la recherche du Mishima Zaibatsu. Le troisième, Miguel Caballero Rojo, est un matador espagnol passionné de combats, mais sans véritable discipline. Miguel veut se venger de Jin pour avoir tué sa sœur pendant son mariage. Le quatrième, Robert « Bob » Richards, est un jeune prodige américain. Le cinquième personnage, NANCY-MI847J, est le boss bonus du jeu. NANCY est une création robotique géante de Mishima Zaibatsu similaire aux robots Jack. Le sixième personnage, Azazel, est le boss final du jeu. L'histoire d'Azazel est dite être liée à celle de Zafina et Julia dans Tekken 6 et à la confrontation entre Jin Kazama et Kazuya Mishima. Dans Bloodline Rebellion et sur la version console, le septième personnage est Alisa Bosconovitch, une cyborg fille du Dr Boskonovitch. Le huitième personnage est Lars Alexandersson, un descendant inconnu de Heihachi Mishima, présumé comme son fils illégitime.

## Développement

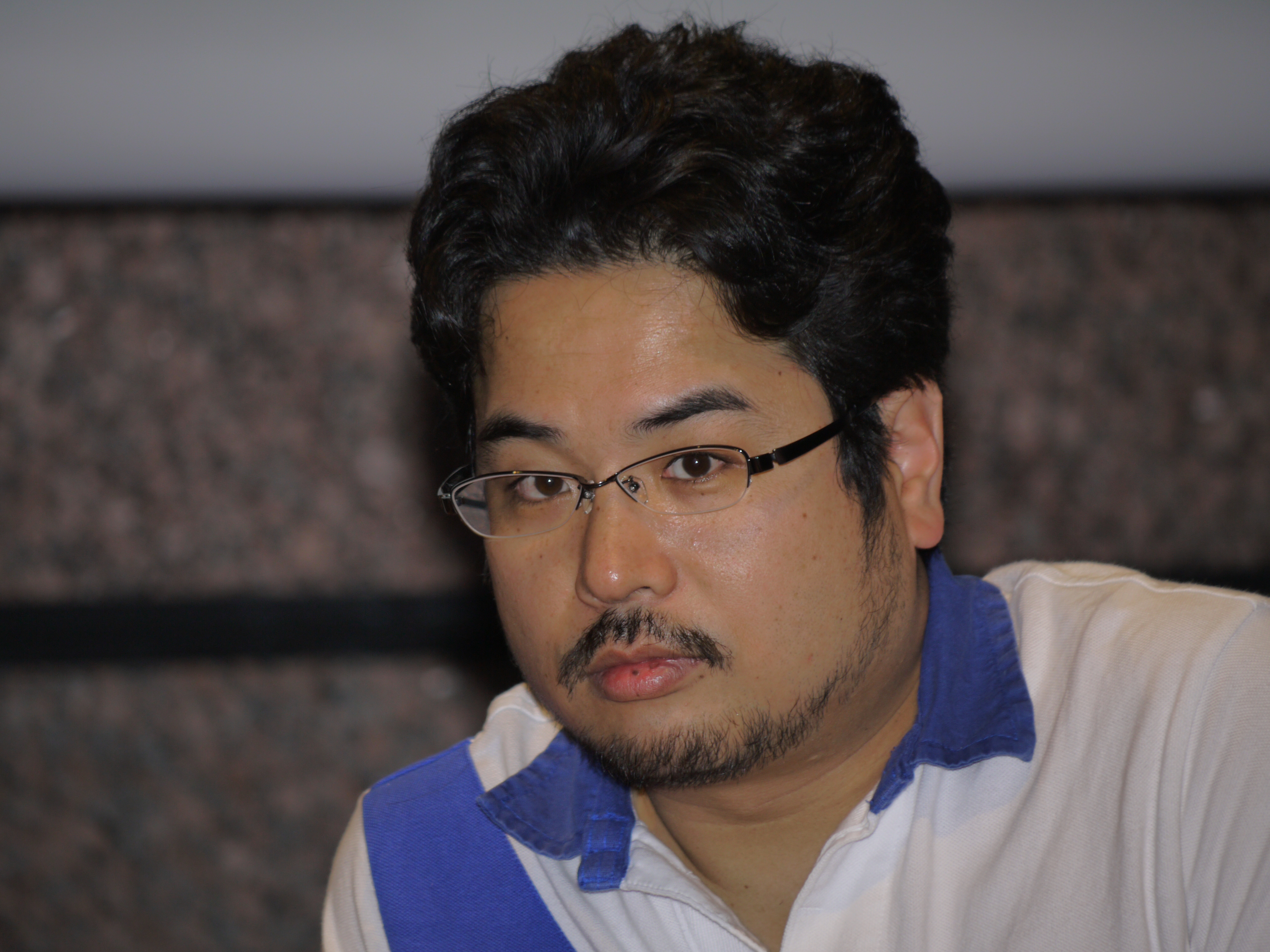
Katsuhiro Harada, producteur du jeu.

La campagne publicitaire sur Internet renvoyait sur différents liens vers le site officiel de Namco, où les différentes bandes-annonces du jeu étaient visibles. Les liens étaient disponibles via les pages Facebook et Twitter de la série de jeux. Le site présentait également des vidéos montrant les enchaînements les plus spectaculaires de différents personnages, et proposait à l'internaute de poster un lien pour supporter leur joueur préféré. Des images exclusives tirés de combats étaient disponibles en téléchargement libre.
Tekken 6 présente un large panel de compositeurs dont Rio Hamamoto, Ryuichi Takada, Keiichi Okabe, Kazuhiro Nakamura, Shinji Hosoe, Yoshihito Yano, Ayako Saso, Go Shiina, Satoru Kosaki, Akitaka Tohyama, Hitoshi Sakimoto, Masaharu Iwata, Yoshimi Kudo, Noriyuki Kamikura, Azusa Chiba, Kimihiro Abe, Mitsuhiro Kaneda, Keigo Hoashi, Keiki Kobayashi, et Kakeru Ishihama.

### Borne d'arcade
Tekken 6 est développé par Namco sous la direction de Katsuhiro Harada, qui tient la place de producteur. Harada est depuis plusieurs années l'une des personnes-clé du développement de la série Tekken puisqu'il a précédemment été réalisateur ou coréalisateur de Tekken 3, Tekken 4 et Tekken 5.
Avec la sortie de tous les épisodes principaux en exclusivité sur les consoles de salon PlayStation, la série qui a toujours bénéficié d'un bon accueil, tant de la presse vidéoludique que du public en raison de ses qualités intrinsèques est devenue en un peu plus de dix ans un produit directement associé à la marque Sony. C'est donc tout naturellement que dès les premiers stades du développement, le jeu est prévu pour être distribué sur la nouvelle console de salon de Sony, la PlayStation 3 (PS3). À l'E3 de mai 2005, Namco présente les premiers visuels de Tekken 6 lors de la conférence de Sony. Mais comme tous les épisodes principaux de la série, le jeu est tout d'abord développé pour les bornes d'arcades, un marché important au Japon sur lequel Namco, avec d'autres séries telles que Soul Calibur ou Time Crisis, reste un acteur majeur. Pour obtenir des graphismes suffisamment sophistiqués, l'équipe de développement réalise le jeu sur un tout nouveau système d'arcade créé à cette occasion, le Namco System 357. Ce système, créé en collaboration avec Sony, est basé sur l'architecture de la PS3 et en reprend les composantes principales :  le processeur multi cœur Cell ainsi que le processeur graphique NVIDIA RSX. Le System 357 permet d'utiliser un écran en haute définition, encore rare à ce jour sur les bornes d'arcade. Ce hardware, proche de la console de Sony, est choisi pour faciliter le portage du jeu (et éventuellement d'autres produits suivants utilisant ce système) sur cette plate-forme.
Le jeu est officiellement annoncé sur bornes d'arcades lors de l'AOU Amusement Expo de février 2007, et sort au Japon en novembre 2007, soit juste quelques mois après la sortie de Tekken 5: Dark Resurrection Online sur le PlayStation Network (pour PlayStation 3). À partir de décembre 2008, Namco distribue gratuitement une mise à jour du jeu intitulée à cette occasion Tekken 6: Bloodline Rebellion. Elle propose deux nouveaux personnages, de nouveaux stages, objets et personnalisations.

### Consoles de salon
En tant que produit associé à la marque Sony, Tekken 6 est prévu sur PlayStation 3 dès les premières phases de développement. À l'E3 2006, Namco présente les premières images du jeu pour cette console. À la suite de désaccords concernant l'exclusivité du jeu entre Namco et Sony, le portage du titre sur consoles de salon est retardé durant plusieurs mois. Pendant plus de deux ans, Namco ne communique presque plus du tout sur Tekken 6. Finalement, lors du Tokyo Game Show d'octobre 2008, Namco annonce que le titre est en développement sur Xbox 360 en plus de sur PS3. C'est la première fois dans l'histoire de la série qu'un des épisodes principaux sort également sur une console de salon qui n'appartient pas à Sony (un épisode sorti sur Game Boy Advance intitulé Tekken Advance ayant été commercialisé en 2001). Cette nouvelle version proposera un mode scénario comme à l'accoutumée pour les versions consoles des jeux de combats sortis au préalable en arcade. Cette version inclura les ajouts de la mise à jour Bloodline Rebellion.

### Consoles portables
Une version pour PlayStation Portable de Tekken 6 est sortie le 11 décembre 2009. Elle propose le même gameplay de base que les versions sur consoles de salon. Namco avait annoncé l'ajout de plusieurs bonus spécifiques à cette version : de nouvelles arènes et des objets supplémentaires, ainsi que l'implémentation d'un mode Ghost qui permet de partager les données de ses personnages entre les joueurs. Cette version a la particularité de ne pas avoir le mode campagne mais un mode histoire classique.Cette version possède aussi le mode Ruée vers l'or qui permet de gagner facilement de l'argent pour personnaliser ses personnages. Elle dispose également d'un mode en ligne comme les autres versions.
La version développée sur Nintendo 3DS et sortie sous le nom de Tekken 3D: Prime Edition n'est pas à la hauteur des attentes, elle n'obtint pas de très bonnes notes dans la presse spécialisée en raison du manque de contenu (modes de jeux). Par contre, la possibilité d'afficher le jeu en 3D fut jugée de qualité.

## Accueil
Tekken 6 est bien accueilli par l'ensemble de la presse spécialisée. Sur GameRankings, la version PlayStation Portable (PSP) est accueillie par une moyenne générale de 82,60 %, la version Xbox 360 par 81,09 %, et la version PlayStation 3 par 79,74 %. Sur Metacritic, il est accueilli d'une moyenne générale de 82 sur 100 (PSP), 80 sur 100 (Xbox 360), et 79 sur 100 (PS3).
IGN explique en ces termes : « bien que Tekken ne soit pas pour tout le monde, Tekken 6 peut faire appel à un public plus large », et attribue au jeu un 8,8 sur 10. Le site récompense d'ailleurs la version PSP du jeu dans la catégorie « Meilleur jeu de combat sur PSP ». IGN Australie lui attribue une note de 9 sur 10, et GameSpot une note de 8,5 sur 10. Play UK attribue à Tekken 6 une note de 94 : « un jeu de combat intense, tactique et brilliant, qui convient à tous ceux qui serait interessé par le genre. » GameSpy lui attribue une note de 3,5 sur 5. VideoGamer.com lui attribue une note de 8 sur 10, GameTrailer une note de 8,4 sur 10, Eurogamer une note de 7 sur 10 et GamePro une note de 4 sur 5.
Tekken 6 est néanmoins critiqué pour son temps de chargement dans sa version PlayStation 3, ainsi que pour son mode multijoueur rempli de lags. Le lag du multijoueur, cependant, est corrigé grâce à un patch par Namco Bandai Games. Le mode scénario du jeu est également critiqué ; IGN considère ce mode comme décevant, citant des environnements quelconques et des ennemis répétitifs. Pendant sa première semaine, la version PlayStation 3 de Tekken 6 se vend à 103 000 exemplaires au Japon. Selon Media Create, il s'agit du jeu de combat le mieux vendu jusqu'à août 2012 lorsqu'il dépasse le record établit par Persona 4 Arena' avec 180 000 exemplaires. En mai 2011, Tekken 6 recense un total de 3,5 millions d'exemplaires vendus dans le monde.